# 1949 en Grèce
Chronologie de la Grèce
- 1945
- 1946
- 1947
- 1948
- 1949
- 1950
- 1951
- 1952
- 1953

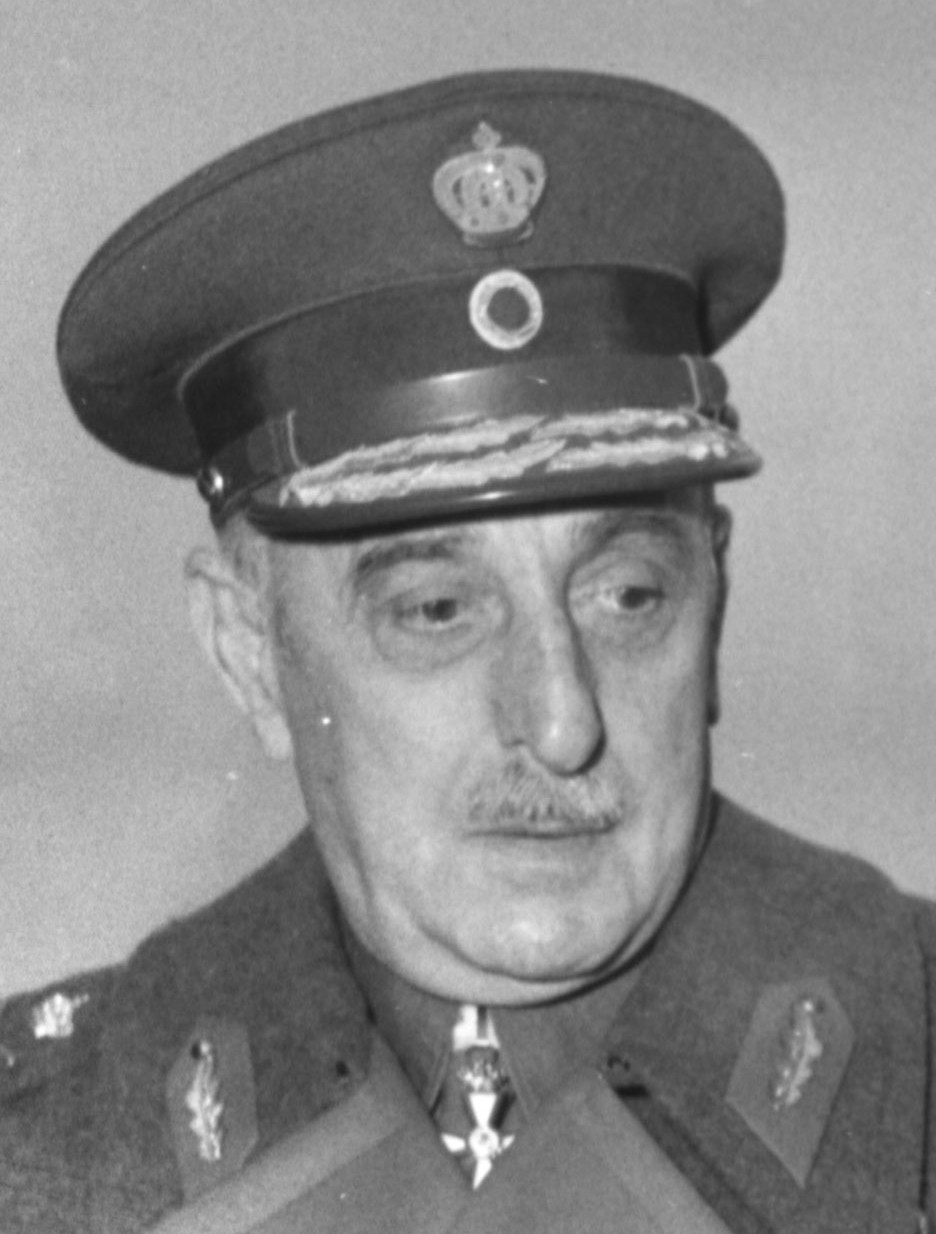
Aléxandros Papágos, futur premier ministre, est nommé commandant en chef durant la guerre civile. (1949).

Cette page concerne les évènements survenus en 1949 en Grèce  :

## Évènement
- 24 février : signature des accords d'armistice israélo-arabes, sur l'île de Rhodes.
- avril : fin de l'opération Peristerá.
- 5 mai-fin juillet : Opération Pyravlos (en)
- 15-20 mai : Bataille de Metaxades (en) à Metaxádes.
- 28 août : Défaite du gouvernement démocratique provisoire à la suite de la guerre civile et départ en exil.
- 8-30 août : Opération Pyrsós
- 16 octobre : fin de la guerre civile grecque (1946-1949).

## Sortie de film
- Le Rocher rouge

## Sport
- Coupe de Grèce de football (1948-1949) (en)
- Coupe de Grèce de football (1949-1950) (en)

## Création
- Aegek SA (en)
- Charavgiakos F.C. (en), club de football.
- Megas Alexandros Karperi F.C. (en), club de football.
- Musée maritime hellénique
- Olympiakos Kymina F.C. (en), club de football.
- OTE
- Parti libéral de gauche (el), parti politique.
- Parti indépendant Politique (el), parti politique.
- Station Attikí du métro d'Athènes
- Thermaikos Football Club, club de football.

## Naissance
- Vílma Tsakíri (el), actrice.
- Dimitris Varos, journaliste et écrivain.

## Décès
- Chrístos Adamídis (el), aviateur.
- Damaskinos, archevêque-primat d’Athènes et de toute la Grèce.
- Geórgios Poúlos, colonel collaborateur.
- Nikos Skalkottas, compositeur et violoniste.